# 마쓰다이라 요시카타
마쓰다이라 요시카타(일본어: 松平義方, 1686년 ~ 1721년 4월 14일)는 야나가와 번의 2대 번주이다. 어릴적 이름은 히사타로(久太郎), 모토메(求馬)이며, 초명은 요시카타(義賢)이다. 관위는 종5위하, 우콘노조(右近将監)에서 우콘노타이후(右近大夫), 이즈모노카미(出雲守), 시종(侍従), 사쇼쇼(左少将) 등을 지냈다.
초대 번주 마쓰다이라 요시마사의 아들로 태어났다. 1700년 음력 12월에 종5위하의 관위에 서임되었고, 1713년에 아버지가 죽으면서 번주 자리에 올랐다. 번 재정의 궁핍을 세금 신설로 해결하려 하여 무거운 세금을 강요하는 등 실정을 폈다. 1721년에 36세의 나이로 사망하였고, 아들 요시자네가 그 뒤를 이었다.
| 전임 마쓰다이라 요시마사 | 제2대 야나가와 번 번주 1713년 ~ 1721년 | 후임 마쓰다이라 요시자네 |